# Demonios (película)
Demonios (título original: Dèmoni; en España tomó el título internacional Demons) es una película italiana de terror con toques gore dirigida por Lamberto Bava y escrita por el mismo junto a Dario Argento, siendo este último el productor.

## Argumento
La historia comienza con una joven estudiante llamada Cheryl (en distintos doblajes le cambiaron el nombre a Sharel o a Sharon según la versión) en el metro de una gran ciudad. La joven recibe de un extraño enmascarado dos invitaciones para acudir al preestreno de una película en un cine llamado Metropol, del cual nunca había oído hablar. Cheryl decide faltar a clase junto a su amiga Kathy para asistir al evento.
Allí conocemos a varios de los asistentes a la proyección: un ciego que parece tener percepción extrasensorial, quien asiste con su mujer y guía que ha quedado allí con su amante; un matrimonio que celebra su aniversario; una pareja de enamorados; un hombre acompañado de dos prostitutas; y dos chicos llamados George (en algunos doblajes le llaman Josh) y Ken, que inmediatamente se fijan en Cheryl y Kathy respectivamente y no dudan en sentarse a su lado para intentar ligar con ellas. A estos personajes del interior del cine se añade la acomodadora, una extraña mujer de gesto frío.
Antes de entrar, una de las prostitutas, Rosemary, se pone a juguetear con una máscara que había colgada en la entrada, y al quitársela se araña con un saliente, haciéndose un corte en la mejilla. Comienza entonces la película en el cine, en la que unos jóvenes descubren la tumba de Nostradamus, en la que encuentran un libro y una máscara, idéntica a la de Rosemary. En el libro se habla de la llamada peste de los demonios, diciendo que todo el que se ponga la máscara se convertirá en demonio y en un instrumento del mal, esparcirá su peste y contagiará al mundo, recordando entonces una supuesta predicción del sabio que dice "y convertirán los cementerios en sus santuarios y las ciudades en vuestras tumbas".
A partir de este momento comienza una serie de paralelismos entre la película y la realidad. Uno de los jóvenes se pone la máscara y se araña, y en el mismo momento la herida de Rosemary vuelve a sangrar. La mujer decide ir al baño para limpiarse, y por el camino comienza a sentirse indispuesta. Ya en el baño, en medio de un tremendo malestar, ve en el espejo con horror que la herida se hincha y estalla en un extraño fluido purulento. De nuevo en el cine, el que se ha puesto la máscara en la película se ha convertido en un demonio que asesina a sus compañeros.
La compañera de Rosemary, ante la tardanza de ésta, decide ir a buscarla al baño. Allí ve que Rosemary se ha transformado en demonio, un ser diabólico con ojos rojos, fauces bestiales y garras afiladas con las cuales la araña. Es el principio de la pesadilla para los asistentes al cine. La víctima, que ha logrado escapar, comienza a sentir los mismos síntomas de Rosemary, al estallar su herida en el mismo líquido verde. Logra llegar hasta la sala donde parece caer muerta. En ese momento, sus manos se convierten en garras y sus dientes caen para crecer nuevas y puntiagudas fauces.
A partir de ese momento, los espectadores intentarán en estampida abandonar el recinto, pero inexplicablemente ha aparecido un muro que bloquea la salida, con lo que están atrapados, mientras los demonios siguen contagiando a los que encuentran, que pasan a ingresar las filas demoníacas. El hombre ciego, herido por Rosemary, insinúa que el cine está maldito. Los demonios parecen tener tres vías para convertir a otra persona en demonio: arañarles, morderles o impregnarles con su verdosa sangre. En el momento en que tres drogadictos, huyendo de la policía, logran entrar en el cine, una de las criaturas sale, con lo cual tiene vía libre para atacar en el exterior y esparcir su transformación por la ciudad.

## Reparto
| Actor            | Personaje                         |
| ---------------- | --------------------------------- |
| Urbano Barberini | George                            |
| Natasha Hovey    | Cheryl                            |
| Karl Zinny       | Ken                               |
| Paola Cozzo      | Kathy                             |
| Bobby Rhodes     | Tony                              |
| Geretta Geretta  | Rosemary (como Geretta Giancarlo) |
| Fiore Argento    | Hannah                            |
| Nicoletta Elmi   | Ingrid, la acomodadora            |

## Curiosidades
- Lamberto Bava, director y coguionista de la película, es el hijo del conocido director de cine Mario Bava.
- La película se rodó íntegramente en Berlín.
- La banda sonora estaba compuesta en su amplía mayoría por música heavy metal, con la excepción del tema principal, de estilo electrónico.
- Fiore Argento es la hija de Dario Argento.
- En su segunda parte, repetían algunos actores cuyos personajes habían muerto en la primera parte, evidentemente con nuevos personajes.